# پاسکال دلهومو
پاسکال دلهومو (انگلیسی: Pascal Delhommeau؛ زادهٔ ۱۴ اوت ۱۹۷۸) بازیکن فوتبال اهل فرانسه است.
از باشگاه‌هایی که در آن بازی کرده‌است می‌توان به باشگاه فوتبال نانت، باشگاه فوتبال متس، و باشگاه فوتبال لوریان اشاره کرد.
وی همچنین در تیم ملی فوتبال زیر ۱۸ سال فرانسه بازی کرده‌است.